# Saxa-Coburg
Saxa-Coburg (germană Sachsen-Coburg) a fost un ducat deținut de ramura ernestină a Casei de Wettin situat în Bavaria de astăzi. 

## Suverani de Saxa-Coburg
Saxa-Coburg 1572–1638
- 1572–1586 Augustus, Elector de Saxonia, Regent în numele lui Johann Casimir și Johann Ernest, fiii Electorului Johann Friedrich al II-lea
- 1586–1596 Ducele Johann Casimir, a domnit împreună cu fratele său Johann Ernest
- 1596–1633 Johann Casimir (1564–1633), singur
- 1633–1638 Johann Ernest, Duce de Saxa-Eisenach, frate al Ducelui anterior
- 1639–1669 Friedrich Wilhelm al II-lea, Duce de Saxa-Altenburg
- 1669–1672 Friedrich Wilhelm al III-lea, Duce de Saxa-Altenburg, fiu al Ducelui anterior; a domnit împreună cu Johann Georg II, Elector de Saxonia și Maurice, Duce de Saxa-Zeitz ca regenții săi
- 1672–1674 Ernest I “cel Pios”, Duce de Saxa-Gotha
- 1674–1680 Friedrich I, Duce de Saxa-Gotha, primul fiu al Ducelui anterior

Saxa-Coburg 1681–1735
- 1681–1699 Albert al V-lea, al 2-lea fiu al lui Ernest I cel Pios
- 1699–1729 Johann Ernest al IV-lea, Duce de Saxa-Saalfeld, al 7-lea fiu al lui Ernest I cel Pios
- 1729–1735 Christian Ernest II, Duce de Saxa-Saalfeld, fiu al Ducelui anterior; a domnit împreună cu fratele său, Franz Josias

Saxa-Coburg-Saalfeld 1735–1826
- 1735–1745 Christian Ernst, a domnit împreună cu fratele său, Franz Josias
- 1745–1764 Franz Josias, frate al Ducelui anterior
- 1764–1800 Ernest Frederic, fiu al Ducelui anterior
- 1800–1806 Francis Frederic Anton, fiu al Ducelui anterior
- 1806–1826 Ernest III, fiu al Ducelui anterior

Saxa-Coburg și Gotha 1826–1918
- 1826–1844 Ernest I
- 1844–1893 Ernest II, fiu al Ducelui anterior
- 1893–1900 Alfred, nepot al Ducelui anterior și fiu al reginei Victoria
- 1900–1905 Prințul Ernest von Hohenlohe-Langenburg, Regent
- 1905–1918 Charles Edward, nepot al Ducelui Alfred, a abdicat în 1918